# بهمن یزدی صمدی
بهمن یزدی صمدی (۱۳۱۶ در قصر شیرین) دکتری ژنتیک و اصلاح نباتات، استاد دانشگاه تهران و ریاست دانشگاه تهران از سال۱۳۶۲ تا سال ۱۳۶۴ و عضو پیوسته فرهنگستان علوم جمهوری اسلامی ایران (از بدو تأسیس) و چهره ماندگار عرصه علوم کشاورزی در نخستین همایش چهره‌های ماندگار سال ۸۰ است. وی در سال ۱۳۵۸ معاون تحقیقاتی و آموزشی وزارت کشاورزی شد. بهمن یزدی صمدی به عنوان برگزیده فرهنگستان علوم به دریافت نشان درجه یک دانش از رئیس‌جمهور در سال ۱۳۸۷ نائل شده است. یزدی صمدی سابقه ریاست منطقه ۱۱ دانشگاه آزاد اسلامی کشور و نماینده تام الاختیار هیات امنا دانشگاه آزاد اسلامی کشور در استان های کرمانشاه، کردستان و ایلام و همچنین ریاست هیات عالی نظارت هیات موسس منطقه غرب کشور دانشگاه آزاد اسلامی را بر عهده داشت . وی سابقه دو سال عهده‌داری ریاست دانشگاه تهران تا سال ۶۴ را داشته است. او یکی از برگزیدگان سومین دوره جایزه علمی علامه طباطبایی بنیاد ملی نخبگان در سال ۱۳۹۲ می‌باشد. همچنین مراسم تکریم توسط بنیاد نخبگان استان البرز با حضور جمعی از چهره‌های علمی و فرهنگی کشور، شاگردانش و استعدادهای برتر در سال ۱۳۹۶ برگزار شد و لوح ارج نامه بنیاد ملی نخبگان به وی اهدا شد. بهمن یزدی صمدی در حال حاضر به همراه سید مصطفی محقق داماد به عنوان دو نماینده فرهنگستان علوم، عضو هیئت امنای فرهنگستان‌های جمهوری اسلامی ایران هستند. او سال‌ها ریاست گروه علوم کشاورزی فرهنگستان علوم را هم به عهده داشته است..وی عضو سابق هیات امنا دانشگاه آزاد اسلامی کشور و مشاور ریاست عالیه دانشگاه آزاد اسلامی کشور در منطقه ۱۱ بود.

## زندگی
بهمن یزدی صمدی در سال ۱۳۱۶ در قصر شیرین در استان کرمانشاه به دنیا آمد. او تحصیلات ابتدایی خود را در دبستان پهلوی کرمانشاه و دورهٔ دبیرستان را در دبیرستان‌های پهلوی و شاهپور این شهر به پایان برد. پس از پایان دوره تحصیلی متوسطه در شهر زادگاهش، به تهران آمد و در دانشگاه تهران در رشته کشاورزی مشغول به تحصیل شد. در سال ۱۳۴۱ از طرف دولت برای ادامه تحصیل به آمریکا رفت و دکترای ژنتیک و اصلاح نباتات را از دانشگاه کالیفرنیا گرفت. پس از بازگشت به ایران، در دانشگاه تهران مشغول تحصیل بود تا اینکه بار دیگر برای گذراندن دوره فوق دکترایش به دانشگاه ایلینیوز آمریکا اعزام شد. از مسئولیت‌های اجرای او می‌توان به معاونت تحقیقاتی ـ آموزشی وزارت کشاورزی (۱۳۵۸) و ریاست دانشگاه تهران (در سال‌های ۶۲ تا ۶۴) اشاره کرد. او در سال ۱۳۷۶ استاد نمونه و در سال ۱۳۷۷ محقق نمونه دانشگاه تهران شد. او عضو پیوسته فرهنگستان علوم و چهره ماندگار در زمینه کشاورزی در سال ۱۳۸۰ است. یزدی صمدی یکی از پایه‌گزاران انجمن ژنتیک ایران است. جایزه تحصیلی دکتر بهمن یزدی صمدی، جایزه‌ای است که به جهت تشویق دانشجویان، به دانشجویان ممتاز دانشگاه تهران اهدا می‌شود.

## دربارهٔ بهمن یزدی صمدی
فیلم مستندی از زندگی علمی و آثار وی با عنوان «سفر دانه» به کارگردانی مهران فیروزبخت و تهیه‌کنندگی هادی حسنعلی ساخته شده است.

## آثار
یزدی صمدی در حوزه رشته تخصصی‌اش کتاب‌ها و مقاله‌های متعددی را تألیف کرده که کتاب «اصلاح نباتات زراعی» تألیف وی و سیروس عبدشیمانی برگزیده دهمین دوره کتاب سال شده است. برخی دیگر از آثار او عبارتند از:

### تألیف
- طرح‌های آماری در پژوهش‌های کشاورزی
- اصول ژنتیک
- بهنژادی گیاهان زراعی

### ترجمه
- اصول تولید گیاهان زراعی
- ژنتیک از دیدگاه مولکولی

### مقاله
- چالش‌های تولید محصول‌های زراعی در ایران و راه‌های مقابله با آن‌ها
- کاربرد فناوری‌های آینده‌نگر در تأمین امنیت غذایی در ایران و جهان
- بررسی ژنتیک مقاومت به سرما در گندم به روش تجزیه دی آلل
- ارزیابی کیفی مجله‌های علمی رشته زراعت و اصلاح نباتات ایران